# Baskisches Y

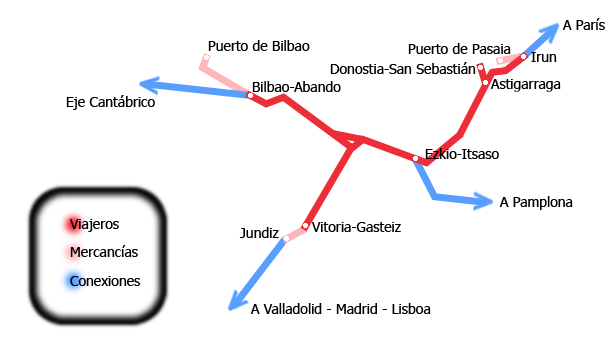
Baskisches Y mit Anschlüssen

Baufortschritt 2023
Fertiggestellt
Im Bau
Vergeben
Noch zu vergeben

Die Schnellfahrstrecke Baskisches Y (spanisch Y vasca, baskisch Euskal Y-a), fachlich Bahnstrecke Vitoria – Bilbao – San Sebastián [− Französische Grenze] (baskisch Gasteiz – Bilbo – Donostia) ist eine im Bau befindliche normalspurige spanische Eisenbahn-Schnellfahrstrecke. Sie verbindet nach Fertigstellung die baskische Regional-Hauptstadt Vitoria-Gasteiz (mit Anschluss nach Madrid) mit den beiden baskischen Großstädten, Bilbao und Donostia-San Sebastián (mit Anschluss nach Frankreich an die LGV Bordeaux–Espagne).
Der Bau begann 2006. Die Eröffnung, ursprünglich für 2023 geplant, ist inzwischen auf Ende 2027 verschoben. Die Streckenhöchstgeschwindigkeit liegt bei 250 km/h.
Am nordöstlichen Ende ab dem neuen Bahnhof Astigarraga bekommt die breitspurige Strecke San Sebastián–Frankreich Dreischienengleise für die normalspurigen Hochgeschwindigkeitszüge.

## Publikationen
- Gobierno Vasco (Departamento de Vivienda, Obras Públicas y Transportes): The Basque Y: A country’s project, an international connection. 2012